# أمير ريتشاردسون
أمير ريتشاردسون (مواليد 24 يناير 2002) هو لاعب كرة قدم مغربي يلعب في مركز خط الوسط في نادي فيورنتينا الإيطالي والمنتخب المغربي.
تكوّن  في نادي لوهافر، ووقّع في عام 2022 مع نادي ستاد ريمس قبل أن يتم إعارته مباشرة الى نادي الأصلي لمدة موسم واحد ، والذي توج معه بلقب بطل الدرجة الثانية الفرنسية في عام 2023.  وبعد التتويج، انتهت فترة الإعارة وعاد مرة أخرى إلى ستاد ريمس.
و يحمل أمير ريتشاردسون الجنسيات الثلاث : الفرنسية والأمريكية والمغربية، و تم استدعاؤه لأول مرة  مع منتخب فرنسا لأقل من  20 عامًا، وشارك وفاز بدورة موريس ريفيللو في عام 2021 و تم استدعاؤه في عام 2023 للعب ضمن  المنتخب الأولمبي المغربي حيث فاز معه  بكأس أمم أفريقيا تحت 23 عامًا. بعد عدة أشهر، في سبتمبر 2023، اتخذ قراره النهائي لصالح  اللعب ضمن المنتخب المغربي. قام بأولى مشاركاته تحت إشراف وليد الركراكي وشارك في كأس أمم أفريقيا 2023.

## مسيرته الكروية

### مع النوادي
كانت بدايته في أكاديمية نيس، التي غادرها في عام 2019 لينضم إلى نادي لوهافر. وبعد عامين انضم إلى نادي ستاد ريمس، ومنه عاد مُعارًا إلى لوهافر مرة أخرى في عام 2022، ثم عاد إلى ريمس في موسم 2023.
وخلال مشواره مع ريمس، خاض أمير ريتشاردسون 28 مباراة بمُختلف المسابقات وأسهم في 4 أهداف، وسجّل 3 أهداف وقدّم تمريرة واحدة حاسمة؛ بينما مع الفريق الأول في لوهافر شارك في 69 مباراة وأسهم في 8 أهداف (سجّل 3 أهداف، صنع 5).
وفي 12 أغسطس/آب 2024، أعلن نادي فيورنتينا الإيطالي، تعاقده رسميًا مع أمير ريتشاردسون قادمًا من ستاد ريمس الفرنسي، خلال نافذة الانتقالات الصيفية.

## الإنجازات
المغرب تحت 23
- كأس الأمم الإفريقية: 2023[5]
- برونزية كرة القدم الأولمبية: 2024[6]

فردية
- تشكيلة الموسم في الدوري الفرنسي الدرجة الثانية: 2022–23

## روابط خارجية
- أمير ريتشاردسون على موقع إي إس بي إن إف سي (الإنجليزية)
- أمير ريتشاردسون على موقع قاعدة بيانات كرة القدم.إي يو (الإنجليزية)
- أمير ريتشاردسون على موقع ليكيب (الفرنسية)
- أمير ريتشاردسون على موقع ناشيونال فوتبول تيمز (الإنجليزية)
- أمير ريتشاردسون على موقع Soccerway.com (الإنجليزية)
- أمير ريتشاردسون على موقع كووورة